# QuickTime VR
QuickTime VR (QTVR on VR són les sigles en anglès de realitat virtual) és un format d'arxiu creat per la companyia Apple Inc que permet la visualització d'imatges panoràmiques. També permet simular l'exploració d'objectes, a través d'imatges capturades des de diversos punts de vista. Actualment, a través d'una àmplia gamma de programaris disponibles al mercat, i també de lents per a càmeres fotogràfiques especialitzats, és possible generar panorames immersius de tota classe, des imatges panoràmiques parcials, panorames en 360 graus, i panorames cúbics, que permeten visualitzar una escena lliurement en totes direccions. La tecnologia QTVR no és permesa pel sistema operatiu Windows de 64 bits, cosa que ha obligat a desenvolupadors a migrar els seus panorames a formats més amigables com Adobe Flash.

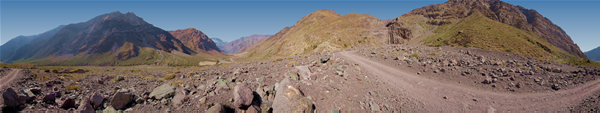
Exemple d'imatge panoràmica, font per a la creació d'un arxiu QTVR en 360 graus. Capturada amb càmera Nikon D50, sector Calaix del Maipo, Xile